# Именник болгарских ханов

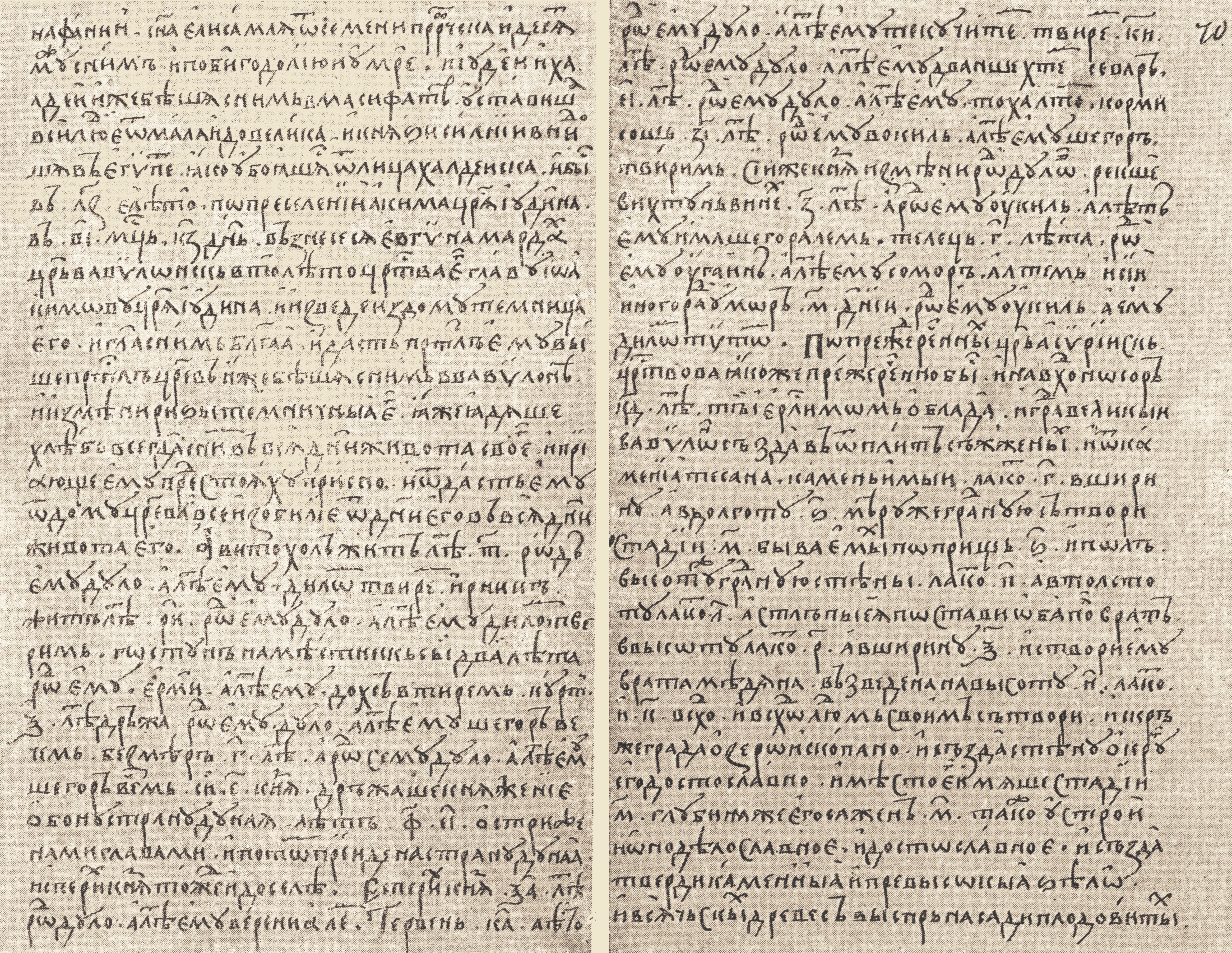
Уваровский список «Именника»

«Именник болгарских ханов» — источник по истории первых двух столетий Болгарского государства, самый ранний исторический памятник болгар. Был впервые обнаружен и опубликован русским историком А. Н. Поповым. Источник известен в трёх списках XV—XVI веков. Подлинность Именника у современных историков не вызывает сомнений, споры продолжаются относительно перевода.

## Источник
В 1866 году русским историком А. Н. Поповым в своей работе «Обзор хронографов русской редакции» был впервые опубликован список болгарских князей. Список находился в качестве вставки в Еллинский летописец, компилятивный сборник на библейско-религиозную тематику. Этот документ привлёк большое внимание исследователей. В 1870 году хорватский исследователь Фр. Рачки назвал его Именником, которое закрепилось за этим документом.
На сегодня известны только три списка Именника:
1. Уваровский список № 1334 (10), написанный полууставом конца XV века. Впервые описан архимандритом Леонидом в 1894 году, обнародован и прокомментирован в 1946 году М. Н. Тихомировым. Список хранится в отделе рукописей Государственного исторического музея в Москве;
2. Список Синодального собрания № 280 (или Московский список), написанный полууставом начала XVI века. Впервые открыт и опубликован А. Н. Поповым в 1866 году. Список хранится в Государственном историческом музее в Москве;
3. Список Погодинского собрания № 1437 (или Погодинский список), написанный полууставом XVI века. Опубликован А. Н. Поповым. Список хранится в Публичной библиотеке Санкт-Петербурга.

## Текст источника
Именник представляет собой хронологический список болгарских правителей — от Авитохола, мифического родоначальника династии Дуло, до хана Умора, правителя в 766 году. В данном списке также фигурирует праболгарский календарь. Именник приводится в транскрипции М. Н. Тихомирова по Синодальному списку:

Авитохолъ жытъ лѣтъ 300, родъ емоу Дуло, а лѣтъ ем(у) диломъ твиремъ.
Ирник житъ лѣтъ 100 и 8 лѣть, род ему Дуло, а лѣть ему диломъ твиремъ.
Гостунъ намѣстникъ сый 2 лѣт(а), родъ ему Ерми, а лѣтъ ему дохсъ твиремъ.
Куртъ 60 лѣть, дръжа, родъ ему Дуло, а лѣтъ ему шегоръ вѣчемъ.
Безмѣръ 3 лѣт(а), а родъ сему Дуло, а лѣтъ ему шегоръ вѣчемъ.
Сии 5 кънязь дръжаше княжение обону страну Дуная лѣтъ 500 и 15 остриженами главами.
И потомъ приде на страну Дуная Исперих князь, тожде я доселѣ.
Есперерихъ князь 60 и одино лѣто, родъ ему Дуло, а лѣтъ ему верени алемъ.
Тервель 20 и 1 лѣт(о), родъ ему Дуло, а лѣтъ ему текучитемь.
Твиремъ 20 и 8 Лѣтъ, родъ ему Дуло, а лѣтъ ему дваншехтемь.
Севар 15 лѣтъ, родъ ему Дуло, а лѣтъ ему тахалтомъ.
Кормисошь 17 лѣтъ, родъ ему Вокиль, а лѣтъ ему шегоръ твиримь.
Сии же князь измени родъ Дулов, рекше Вихтунь.
Винехъ 7 лѣтъ, а родъ ему Укиль, а лѣтъ ему имяше горалемь.
Телецъ 3 лѣт (а), родъ ему Угаинъ, а лѣтъ ему соморъ алтемь. И сий иного рода.
Умор 40 дний, родъ ему Укиль, а ему диломъ тутомъ.

## Язык
Документ представляет собой текст на смеси старо-славянского и неизвестного языка. Второй язык отождествлялся с тюркским, венгерским и иранским языками. Споры о переводе продолжаются до нашего времени.